# 平行線 (さユりの曲)
「平行線」（へいこうせん）は、日本の女性シンガーソングライター、さユりの5枚目のシングルである。2017年3月1日にアリオラジャパンより発売された。

## 概要
表題曲「平行線」は2017年1月から放送が開始された横槍メンゴ原作のノイタミナアニメおよびテレビドラマ『クズの本懐』のエンディングテーマとして起用された。ノイタミナのエンディングテーマを歌うのは2015年の「ミカヅキ」、2016年の「それは小さな光のような」に続き3回目。販売形態は初回生産限定盤、期間限定生産盤、通常盤の3仕様となっている。
カップリング曲はそれぞれ異なる楽曲が収録された。初回生産限定盤にはアコギによる弾き語り「アノニマス -弾き語りver.-」と「ネバーランド」、期間生産限定盤には「スーサイドさかな」とアニメのエンディングバージョン、通常盤には「BANDAGE -弾き語りver.-」が収録された。そのほかDVD特典として初回生産限定盤に「平行線」のミュージックビデオ（フルレングス）が、アニメ盤に『クズの本懐』のノンクレジットエンディング映像が収録された。
ジャケットも各仕様で異なるものが採用され、「平行線」の世界観を異なるパラレルワールドのさユりで表現している。初回生産限定盤は2次元世界に溶け込んださユりと「永遠にループする2次元キャラ」中2さゆりが同じ時空の中で交われない「平行世界」が描かれている。またCDケースとスリーブに入れた状態で異なる世界が見える仕様となっている。期間生産限定盤はアニメ描き下ろしイラストのジャケットとなっている。このイラストではさユりと『クズの本懐』の主人公・安楽岡花火がシンクロし、さユりのポンチョを着た安楽岡花火と、花火の制服を着たさユりのたがいに触れ合う姿が描かれている。通常盤はミュージックビデオの世界とシンクロしており、鏡の世界に閉じ込められたさユりと、現実世界のさユり、そしてその狭間の中2さゆりの3人が、鏡の外側と内側でパラレルに繋がる世界が描かれている。

## 楽曲解説

### 「平行線」
「平行線」はテレビアニメおよびテレビドラマ『クズの本懐』のエンディングテーマ。作詞・作曲さユり、編曲はfox capture planのカワイヒデヒロ。タイアップにより書き下ろした楽曲で、主人公である安楽岡花火の純粋ではあっても歪んだ人間模様や「平行」して交わることのない心情が歌われている。
ミュージックビデオは原作者の横槍メンゴとのコラボ作品となっている。横槍メンゴが表題曲のために描き下ろした宇宙的世界観のイメージボードラフに基づいて制作された。監督は広告制作会社エポック（EPOCH Inc.）所属の荒船泰廣。ショートバージョンは2017年2月9日にYouTubeで公開された。フルバージョンは2019年12月27日に公開された。
2017年5月17日発売のファーストアルバム『ミカヅキの航海』に初収録。2020年6月3日発売のセルフカバー・アルバム『め』に弾き語りが収録された。

#### 制作
「平行線」というモチーフ自体はさユりが以前から抱き続けていたものである。そのモチーフが傷つくことを恐れて告白できずにいる安楽岡花火のもどかしい現状と上手く結びついたことで表題曲が生まれたという。花火の弱さはさユり自身とも重なる部分があり、「平行線」という言葉に想いを託そうと考えた。当初は花火の弱さを肯定するところから曲作りを始めたが、物語が進むにつれて少しずつ変化していく花火の姿に刺激され、「弱さを肯定しつつ弱い自分でも進めるように」と一歩を踏み出すという曲に仕上げた。一方、2番の歌詞については登場人物の1人、鴎端のり子（モカ）の原作第5巻のエピソードのことを思いながら書いたという。
さユりは印象的な歌詞《太陽系を抜け出して平行線で交わろう》という歌詞を希望として綴った。平行であれば傷つかない反面、2人の距離が近づくことはない。しかし平行線のままでも繋がる未来があるかもしれない。「好きな人とは平行線」だからこそ、その関係はどこまでも続き、それゆえに見える景色があるのではないかという希望的な意味を含めた。ライターの山田宗太朗は「平行線という言葉には悲しい響きがあるけれど、たがいに向かい合って同じ方向へ進み続けるという意味では、人間の愛のようなものを端的に表す言葉なのかもしれない」と評している。
インタビューでこの歌詞について聞かれたさユりは、平行線は地球上では交わらないけれど、別の物理法則が支配する星系では交わるかもしれないという考えや、非ユークリッド幾何学では平行線も無限遠点で交わるという考えがあることを知り、平行線という言葉に希望を持つことができたと話している。また《勇気がないのは電子のせいにしてしまえばいい》については、身体を構成する物質の中の電子を想像して書いたと述べており、身体は傷つきたくないのだから勇気がないのは当たり前と思うことができるのではないかと話している。
「ミカヅキ」同様に宇宙がモチーフになっている点については、単純に好きだからという理由のほかに、未知であるところに惹かれるとも話している。未知だからこそ可能性の余地があり、希望を託すことができる、可能性が広がることに魅力を感じる。また見上げる宇宙は憧れの象徴という意味がある。

#### 「フラレガイガール」の影響
さユりは2枚目のシングル「それは小さな光のような」では梶浦由紀、4枚目のシングル「フラレガイガール」ではRADWIMPSの野田洋次郎から楽曲提供を受けたことにより、声の出し方や表現方法に注意を払うようになった。その結果声が特徴的であると褒めてもらうことが増えたという。さユりはそれまで自分の声がコンプレックスであったため、自分の声を見つめ直すきっかけになり、より自身の声を活かせる言葉選びやメロディを考えるという変化が生まれたと話している。また「フラレガイガール」の歌詞には待ち受ける悲しみや自分の弱さを受け入れて進んで行くというメッセージが込められており、自身も歌うことでエネルギーをもらうことができた。「傷つくことを恐れる弱さを肯定したい」という気持ちから「平行線」の曲作りを始めることができたのは「フラレガイガール」を歌ったことが大きかったと話している。

#### ミュージックビデオ
横槍メンゴの描き下ろし「イメージボードラフ」をもとに制作された。『クズの本懐』の登場人物たちの心情を万華鏡や鏡で隔てられた2つの平行世界で表現した、アニメとさユりがクロスオーバーした2.5次元パラレルコラボ映像となっている。具体的にはさユりの演奏シーンやアニメのワンシーンを使用し、それを万華鏡のような多面的な映像として構成しつつ、鏡の外側と内側に存在する赤と白の2人のさユりが、たがいの世界を超えて交わろうとする願いを表現している。その願いは鏡を破壊するが同時にさユりを傷つける。鏡の破片は世界の狭間で舞い散り、浮遊したのちに再構築される。

### カップリング曲
カップリング曲は「平行線」と共通するテーマの楽曲が選択された。初回生産限定盤収録の「ネバーランド」は、交わりそうで交わらない現実と夢をテーマにしている。期間生産限定盤収録の「スーサイドさかな」は魚が花に決して報われない恋をする歌。通常盤収録の「BANDAGE」はソロで活動する以前の楽曲で、収録曲の中で最も古い。大人と子供という、わかってもらえないもどかしいところが「平行線」と近いため収録された。

## 収録曲

### 初回生産限定盤
| 全作詞・作曲: さユり。 |                                                |           |            |                  |      |
| #                      | タイトル                                       | 作詞      | 作曲・編曲 | 編曲             | 時間 |
| 1.                     | 「平行線」(テレビアニメ『クズの本懐』EDテーマ) | さユり    | さユり     | カワイヒデヒロ   | 4:59 |
| 2.                     | 「アノニマス -弾き語りver.-」                  | さユり    | さユり     |                  | 4:26 |
| 3.                     | 「ネバーランド」                               | さユり    | さユり     | バックガスマスク | 5:48 |
| 合計時間:              | 合計時間:                                      | 合計時間: | 15:13      |                  |      |

| #  | タイトル                         | 作詞 | 作曲・編曲 |
| -- | -------------------------------- | ---- | ---------- |
| 1. | 「平行線MV（フルレングスver.）」 |      |            |

### 期間生産限定盤
| 全作詞・作曲: さユり。 |                                          |           |            |                  |      |
| #                      | タイトル                                 | 作詞      | 作曲・編曲 | 編曲             | 時間 |
| 1.                     | 「平行線」                               | さユり    | さユり     | カワイヒデヒロ   | 4:59 |
| 2.                     | 「スーサイドさかな」                     | さユり    | さユり     | バックガスマスク | 3:51 |
| 3.                     | 「平行線 -アニメ『クズの本懐』ED ver.-」 | さユり    | さユり     |                  | 2:00 |
| 合計時間:              | 合計時間:                                | 合計時間: | 10:50      |                  |      |

| #  | タイトル                                              | 作詞 | 作曲・編曲 |
| -- | ----------------------------------------------------- | ---- | ---------- |
| 1. | 「平行線 -アニメ『クズの本懐』ノンクレジットED映像-」 |      |            |

### 通常盤
| 全作詞・作曲: さユり。 |                            |           |            |                |      |
| #                      | タイトル                   | 作詞      | 作曲・編曲 | 編曲           | 時間 |
| 1.                     | 「平行線」                 | さユり    | さユり     | カワイヒデヒロ | 4:59 |
| 2.                     | 「BANDAGE -弾き語りver.-」 | さユり    | さユり     |                | 3:07 |
| 合計時間:              | 合計時間:                  | 合計時間: | 8:06       |                |      |

## 収録アルバム
| 曲名   | アルバム           | 発売日        | 備考                 |
| ------ | ------------------ | ------------- | -------------------- |
| 平行線 | 『ミカヅキの航海』 | 2017年5月17日 | オリジナルアルバム   |
| 平行線 | 『め』             | 2020年6月3日  | セルフカバーアルバム |

## 備考
- Youtubeで公開された2017年冬アニメ主題歌の再生数ランキングで12位[21]、2017年全体で51位を獲得した[22]。

## カバー
- ≠ME（永田詩央里・冨田菜々風） - 2021年12月11日に=LOVE・≠ME・≒JOYのYouTubeチャンネルで公開[23]。
- KMNZ・TINA - 2024年9月26日にYouTubeチャンネルで公開[24]。